# Wanda Narkiewicz-Jodko

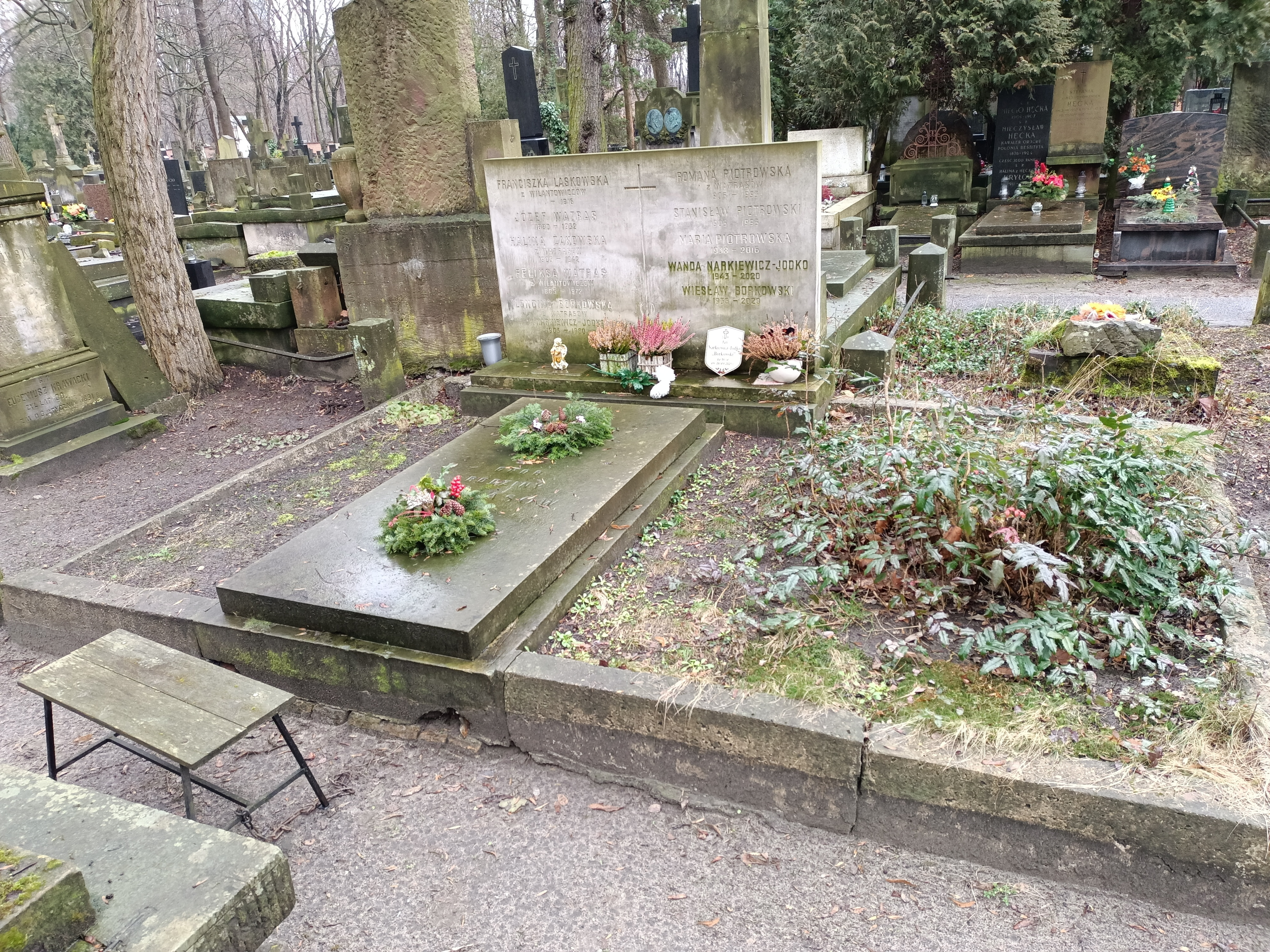
Grób Wandy Narkiewicz-Jodko i jej męża Jana Narkiewicz-Jodko na Cmentarzu Powązkowskim

Wanda Stanisława Narkiewicz-Jodko z domu Chojnacka, znana też jako Wanda Orlańska, Wanda Borkowska, Wanda Orlańska-Borkowska (ur. 1 listopada 1943 w Karolinowie, zm. 19 lutego 2020 w Warszawie) – polska wokalistka, członkini zespołów Alibabki i Partita.

## Życiorys
Była członkiem pierwszego składu zespołu wokalnego Alibabki założonego w 1963. W 1964 wyszła za mąż za Piotra Orlańskiego. Przez większość kariery artystycznej związana była z Alibabkami występując z zespołem na największych krajowych festiwalach muzycznych, a także dokonując szeregu nagrań fonograficznych. Współpracę z zespołem zakończyła w latach 80. XX wieku. W latach 70, była też przez krótki czas członkiem zespołu Partita, w którym zastąpiła Agatę Dowhań. Po zakończeniu kariery scenicznej była zaangażowana w działalność Stowarzyszenia Artystów Polskich.
W 1972 poślubiła dziennikarza muzycznego Jana Borkowskiego (wł. Jan Narkiewicz-Jodko). W 2009 została odznaczona Srebrnym Medalem „Zasłużony Kulturze Gloria Artis”.
Pod koniec października 2019 wykryto u niej guza mózgu. Zmarła 19 lutego 2020.